# ثجر (محافظة ثار)
ثجر هو مركزٌ سعوديٌ تابعٌ لمحافظة ثار التابعة لمنطقة نجران، في المملكة العربية السعودية. المركز من الفئة (ب)، ورمزه 2456 حسب دليل الترميز الموحد للمناطق الإدارية بالمملكة العربية السعودية.